# Rasteby
Rasteby est une localité du comté de Troms, en Norvège.

## Géographie
Administrativement, Rasteby fait partie de la kommune de Storfjord.